# Clathrina tetractina
Clathrina tetractina är en svampdjursart som beskrevs av Klautau och Borojevic 200. Clathrina tetractina ingår i släktet Clathrina och familjen Clathrinidae.
Artens utbredningsområde är havet utanför Brasilien. Inga underarter finns listade i Catalogue of Life.